# Sigillo rosso
Sigillo rosso è un film del 1950 diretto da Flavio Calzavara.
Film debutto per Linda Sini.

## Trama
Un'anziana vedova perde il suo unico figlio durante la seconda guerra mondiale e, per poter andare avanti, trasforma la sua casa in una pensione. La vedova è anche in possesso di un documento rilegato con un sigillo rosso, affidatole dal figlio e molto desiderato dai clienti della pensione.